# Rhotacism (talstörning)
Rhotacism eller rotacism är en talstörning där talaren inte kan uttala r-ljud. Vanligen byter talaren ut dessa mot ett närliggande ljud, som j- eller w-ljud.
R-ljuden tillhör de sista språkljuden som ett barn bemästrar. Talstörningen kan därför påminna om ett barns tal.